# Myszków
Myszków (udtale: [ˈmɨʂkuf])  er en by i den  nordlige centrale  del af  voivodskabet Schlesien i  det sydlige Polen. Byen   har 30.415(2021) indbyggere og et areal på	73,59  km², og er administrationsby  i powiatet Myszków. Byen ligger i en højde af 280 meter over havets overflade, i en dal mellem Schlesiske højland og Polske Jura, og nogle af dens distrikter er en del af Jura Landskabsparker.

## Historie
Historien om byen Myszków er meget kort og går tilbage til 1925, hvor kommunen (gmina) Myszków blev oprettet, en del af Kielce voivodeskab. Den fik stadsrettigheder   i 1950, og powiatet Myszków blev oprettet i 1956. Efter 2. verdenskrig (august 1945) blev den Lillepolske Myszków overført til Schlesian – Dąbrowa voivodeskab, hvilket ændrede sig i 1950 navn til Katowice voivodeship. I 1975 blev Myszków en del af Częstochowa voivodeskab, og i 1983 udvidede byen, da landsbyerne Potasznia, Mrzygłód, Mrzygłódka, Nierada, Krwciwilk, Ręby, Łabry' og Smudzówka blev annekteret.